# Región Central (Ghana)
Ghana Central es una de las diez regiones administrativas de Ghana. Limita con la región Ashanti y Región Oriental al norte; con Región Occidental al oeste; Gran Acra al este; y con el océano Atlántico al sur.
En sus playas se encuentran muchos de los fuertes y castillos construidos por los portugueses durante la era de los descubrimientos, como San Jorge de la Mina.

## Distritos con población estimada en septiembre de 2018
- Abura-Asebu-Kwamankese 126,313
- Agona Este 100,735
- Agona Oeste 134,245
- Ajumako-Enyan-Essiam 149,789
- Asikuma-Odoben Brakwa 132,000
- Assin Norte 190,219
- Assin Sur 122,482
- Awutu Senya Este 127,689
- Cape Coast 183,937
- Effutu 80,776
- Ekumfi 60,296
- Ewutu Senya 101,631
- Gomoa Este 244,955
- Gomoa Oeste 156,260
- Komenda-Edina-Egyafo-Abirem 157,291
- Mfantsiman 158,033
- Twifo Ati Morkwa 72,969
- Twifo Heman Lower Denkyira 65,150
- Upper Denkyira Este 85,994
- Upper Denkyira Oeste 70,354

## Distritos
- Abura-Asebu-Kwamankese
- Agona Este
- Agona Oeste
- Ajumako-Enyan-Essiam
- Asikuma-Odoben Brakwa
- Assin Norte
- Assin Sur
- Awutu Senya Este
- Cape Coast
- Effutu
- Ekumfi
- Ewutu Senya
- Gomoa Este
- Gomoa Oeste
- Komenda-Edina-Egyafo-Abirem
- Mfantsiman
- Twifo Ati Morkwa
- Twifo Heman Lower Denkyira
- Upper Denkyira Este
- Upper Denkyira Oeste